# 百朋镇
百朋镇，是中华人民共和国广西壮族自治区柳州市柳江区下辖的一个乡镇级行政单位。

## 行政区划
百朋镇下辖以下地区：
百朋社区、百朋村、五九村、里团村、怀洪村、官塘村、琴屯村、恭桐村、根林村、小山村、分龙村、鱼龙村、尧治村、龙泉村、镇西村和白诺村。